# Kreissparkasse Reutlingen
Die Kreissparkasse Reutlingen ist eine öffentlich-rechtliche Sparkasse mit Hauptsitz in Reutlingen.

## Geschäftsdaten
Die Kreissparkasse Reutlingen wies im Geschäftsjahr 2023 eine Bilanzsumme von 6,345 Mrd. Euro aus und verfügte über Kundeneinlagen von 4,337 Mrd. Euro. Gemäß der Sparkassenrangliste 2023 liegt sie nach Bilanzsumme auf Rang 63. Sie unterhält 47 Filialen/Selbstbedienungsstandorte und beschäftigt 842 Mitarbeiter.
Über das Bankgeschäft hinaus fördert und unterstützt die Kreissparkasse Reutlingen Breiten- und Spitzensport, Kunst und Kultur sowie soziale Projekte, Initiativen und Einrichtungen in der Region.

## Geschichte
Die Kreissparkasse Reutlingen wurde 1853 als Oberamtssparkasse gegründet. Sie ist eine gemeinnützige und mündelsichere rechtsfähige Anstalt des öffentlichen Rechts. Ihr Träger ist der Landkreis Reutlingen.
Seit 1888 ist die Kreissparkasse Reutlingen Mitglied beim Württembergischen Sparkassenverband und seit 1918 beim Württembergischen Giroverband. Beide Verbände vereinigten sich 1920 zum Württembergischen Sparkassen- und Giroverband.
Im Jahre 1928 wurden die Geschäftsstellen in Eningen und Pfullingen errichtet, zehn Jahre später erfolgte die Übernahme der Oberamtssparkasse Urach. Münsingen wurde 1973 im Zuge der Kreisreform der Kreissparkasse Reutlingen angeschlossen. Weitere Geschäftsstellen befinden sich in Dettingen/Erms, Lichtenstein, Metzingen, Pliezhausen, Trochtelfingen und Zwiefalten.
Seit 1976 ist die Kreissparkasse im Immobilienvermittlungsgeschäft tätig und zwischenzeitlich auch hier Marktführer im Landkreis Reutlingen. Mit der Gründung der Wagniskapitalgesellschaft im Jahre 1998 leistet die Kreissparkasse Reutlingen einen Beitrag, um die Wirtschaftsstruktur des Landkreises Reutlingen zu verbessern und neue Arbeits- und Ausbildungsplätze zu schaffen.
Im Jahr 2003 feierte die Kreissparkasse Reutlingen ihr 150-jähriges Jubiläum mit zahlreichen Aktivitäten im gesamten Geschäftsgebiet.

## Stiftungen

### Jugendstiftung
Die Jugendstiftung der Kreissparkasse Reutlingen fördert Maßnahmen und Projekte im Bereich der Aus- und Weiterbildung sowie der Erziehung. Die Ausschreibung erfolgt für die drei Förderbereiche "Projekt- und Maßnahmenförderung", "Auszeichnung des ehrenamtlichen Engagements einzelner Jugendlicher" sowie "Förderung besonders begabter Jugendlicher". Die Unterstützung erfolgt in der Regel als einmalige finanzielle Förderung.

### Seniorenstiftung
Die Stiftung "Dienst am älteren Menschen" der Kreissparkasse Reutlingen fördert das Engagement von Frauen und Männern, die sich in beispielhafter Weise der Fürsorge und Pflege älterer Mitmenschen widmen, durch finanzielle Zuwendung. Außerdem unterstützt sie Vorhaben, Maßnahmen und Projekte, die in vorbildlicher und erfolgversprechender Weise zum Ziel haben, für ältere Menschen angemessene Lebensumstände zu schaffen. Die Förderung erfolgt in Form von einmaligen finanziellen Zuschüssen.

### Innovationspreis
Bei der Stiftung der Kreissparkasse Reutlingen "zur Förderung innovativer Leistungen im Handwerk" beurteilt eine Fachjury die eingereichten Beiträge anhand der Kriterien "Innovationsgrad", "Umsetzung und wirtschaftlicher Erfolg am Markt" sowie "unternehmerische Leistung". Auch die Kreativität sowie die Qualität der handwerklichen Leistung spielen bei der Preisvergabe eine Rolle. Als Entscheidungsgrundlage für die Preisvergabe werden die bei diversen Hochschulen sowie bei verschiedenen Sachverständigen eingeholten Expertengutachten herangezogen.